# Acanthascus celebesianus
Acanthascus celebesianus är en svampdjursart som beskrevs av Isao Ijima 1927. Acanthascus celebesianus ingår i släktet Acanthascus och familjen Rossellidae. Inga underarter finns listade i Catalogue of Life.